# Hypsanacis paradeisus
Hypsanacis paradeisus là một loài tò vò trong họ Ichneumonidae.